# Ehrenabzeichen für Schwerkriegsverletzte
Das Ehrenabzeichen für Schwerkriegsverletzte war eine Auszeichnung des Königreiches Italien für im Dienst verwundete Soldaten, welche im Zuge des Ersten Weltkrieges per Dekret durch König Viktor Emanuel III. gestiftet wurde. Die Verleihung erfolgte an all jene Angehörigen der italienischen Streitkräfte, die im Verlauf einer Kampfhandlung, Unabhängigkeits- oder Freiheitskrieg, Feldzuges oder überhaupt einer amtlich als Kriegsfeldzug anerkannten Unternehmung vor dem Ersten Weltkrieg Verwundungen oder Beschädigungen davongetragen haben.
Das Abzeichen gleicht in seinem Äußeren dem Ehrenabzeichen für Schwerkriegsverletzte des Krieges 1915–1918, zeigt aber in ihrem Mittelmedaillon keine Jahreszahl. Das so geschaffene Abzeichen mit einer Höhe von ca. 35 mm und einer Breite von 30 mm hat die Form eines unregelmäßigen Schildes in dessen Mitte auf einem Medaillon die Inschrift: MUTILATO IN GUERRA (Verstümmelt im Krieg) zu lesen ist. Umschlossen wird dieses Medaillon von zwei Zweigen, deren linker ein Lorbeer- und der rechte ein Eichenlaubzweig ist. Ihr unterer Kreuzpunkt wird vom Wappen Italiens mit Königskrone zusammengehalten. Zwischen ihren oberen Hälften ist ein fünfzackiger Stern mit ausgehenden Strahlen abgebildet. Die Rückseite ist dagegen glatt oder hohl geprägt und trägt eine waagerecht verlötete Nadel mit Gegenhaken. Getragen wurde dieses Abzeichen wie das deutsche Verwundetenabzeichen auf der linken Brusttasche des Beliehenen.